# Уитфилд (округ)
Уи́тфилд (англ. Whitfield County) — округ штата Джорджия, США. Население округа на 2000 год составляло 83 525 человек. Административный центр округа — город Долтон.

## История
Округ Уитфилд основан в 1851 году.

## География
Округ занимает площадь 750 км2.

## Демография
Согласно Бюро переписи населения США, в округе Уитфилд в 2000 году проживало 83 525 человек. Плотность населения составляла 111.2 человек на квадратный километр.